# Câmara dos Representantes de Chipre
A Câmara dos Representantes do Chipre (em grego Βουλή των Αντιπροσώπων, em turco Temsilciler Meclisi) é a sede do poder legislativo do Chipre. O parlamento é unicameral e conta actualmente com 80 representantes eleitos por representação proporcional dos 6 distritos do país, para mandatos de 5 anos. São reservados 30% dos lugares para cipriotas turcos, sendo que esses lugares deixaram de ser ocupados após confrontos étnicos na década de 1960.

## Composição
| Partidos | Partidos                                 | Ideologia             | Espectro        | Mandatos |
| -------- | ---------------------------------------- | --------------------- | --------------- | -------- |
|          | Aliança Democrática                      | Democracia cristã     | Centro-direita  | 18 / 56  |
|          | Partido Progressista do Povo Trabalhador | Comunismo             | Esquerda        | 16 / 56  |
|          | Partido Democrata                        | Centrismo             | Centro          | 7 / 56   |
|          | Movimento pela Social-Democracia         | Social-democracia     | Centro-esquerda | 3 / 56   |
|          | Coligação das Forças Democráticas        | Liberalismo           | Centro          | 3 / 56   |
|          | Movimento Solidariedade                  | Conservadorismo       | Direita         | 2 / 56   |
|          | Movimento Ambiental e Ecologista         | Ecologismo            | Centro-esquerda | 2 / 56   |
|          | Frente Nacional Popular                  | Ultranacionalismo     | Extrema-direita | 2 / 56   |
|          | Aliança dos Cidadãos                     | Populismo de esquerda | Esquerda        | 1 / 56   |

## Círculos eleitorais
| Distrito  | Lugares |
| --------- | ------- |
| Nicósia   | 20      |
| Limassol  | 12      |
| Famagusta | 11      |
| Lárnaca   | 6       |
| Pafos     | 4       |
| Cirênia   | 3       |
| Total     | 56      |